# Sceloporus clarkii
Espèce
Synonymes
- Sceloporus boulengeri Stejneger, 1893

Statut de conservation UICN

 LC  : Préoccupation mineure
Sceloporus clarkii est une espèce de sauriens de la famille des Phrynosomatidae.

## Répartition
Cette espèce se rencontre :
- aux États-Unis dans l'Arizona et dans le sud-ouest du Nouveau-Mexique ;
- dans le nord-ouest du Mexique.

## Liste des sous-espèces
Selon The Reptile Database (25 février 2013) :
- Sceloporus clarkii boulengeri Stejneger, 1893
- Sceloporus clarkii clarkii Baird & Girard, 1852
- Sceloporus clarkii uriquensis Tanner & Robison, 1959
- Sceloporus clarkii vallaris Shannon & Urbano, 1954

## Étymologie
Cette espèce est nommée en l'honneur de John Henry Clark (1830–1885). La sous-espèce Sceloporus clarkii boulengeri est nommée en l'honneur de George Albert Boulenger. Le nom de la sous-espèce Sceloporus clarkii uriquensis, composé de uriqu et du suffixe latin -ensis, « qui vit dans, qui habite », lui a été donné en référence au lieu de sa découverte, Urique dans l'État de Chihuahua. Le nom de la sous-espèce Sceloporus clarkii vallaris vient du latin vallum, le mur, le rempart, lui a été donné en référence à l'habitat de cette sous-espèce.

## Publications originales
- Baird & Girard, 1852 : Characteristics of some new reptiles in the Museum of the Smithsonian Institution, part 2. Proceedings of the Academy of Natural Sciences of Philadelphia, vol. 6, p. 125-129 (texte intégral).
- Shannon & Urbano, 1954 : A new subspecies of the lizard Sceloporus clarki from the Colorado Plateau of Arizona. Herpetologica, vol. 10, p. 189-191.
- Stejneger, 1893 : Annotated list of the reptiles and batrachians collected by the Death Valley Expedition in 1891, with descriptions of new species. North American Fauna, no 7, p. 159-228 (texte intégral).
- Tanner & Robison, 1959 : A collection of herptiles from Urique, Chihuahua. The Great Basin Naturalist, vol. 19, no 4, p. 75-82 (texte intégral).